# Langer Stein (Langenstein)
Der Lange Stein von Langenstein, einem Ortsteil der Stadt Kirchhain in Hessen, ist einer von mehreren Menhiren mit diesem Namen.
Der ursprünglich 6,3 Meter mal 2,30 Meter messende, heute nach einem Blitzeinschlag von 1527 nur noch 5,09 Meter hohe, spindel- beziehungsweise walzenbeilförmige Stein steht an der Friedhofsmauer in der Ortsmitte von Langenstein. Der Ort ist ein alter Kultplatz. Nicht umsonst steht hier eine Kirche. Die Christianisierung von Kultstätten wie der in Langenstein lag in den Händen von Bonifatius, der von Papst Gregor II. (715–731) mit der Germanenmissionierung betraute Mönch verlegte 723 mit dem Bau einer dem heiligen Jakobus geweihten Kapelle das religiöse Zentrum um wenige Meter und stellte den Langen Stein ins Abseits, ohne ihn anzurühren. 

## Sage und Überlieferung
Die Sage, die sich um den Menhir rankt, folgt einem verbreiteten Schema. Eine Frau hatte beim Mähen die Zeit des sonntäglichen Kirchgangs verpasst. Als sie das bemerkte, nahm sie Sense und Wetzstein mit und legte beide an der Kirchhofsmauer ab. Als sie zurückkam hing die Sense an der Mauer, der Wetzstein war jedoch ins Gigantische vergrößert. Obwohl der Lange Stein einem Wetzstein ähnelt, bliebe die Sage obskur, wäre nicht in Verbindung mit vorzeitlichen Kultstätten, der Brauch des rituellen Wetzens von Werkzeugen oder Waffen an bestimmten Steinen überliefert. Es ist ein dem Bohren von Näpfchen (zur Gewinnung von Steinstaub) verwandter Brauch. Im unteren Bereich des Langen Steins sind auch einige nicht näher untersuchte Vertiefungen zu sehen.
Ein im Kontext mit dem Langen Stein überlieferter Brauch besagt, dass bis ins Mittelalter Brautpaare aus der Umgebung mit blankem Gesäß an dem Stein entlang gerutscht seien, um sich eines großen Kindersegens zu versichern. Vergleichbare Fruchtbarkeitsrituale sind europaweit verbreitet.